# Torre Għajn Ħadid

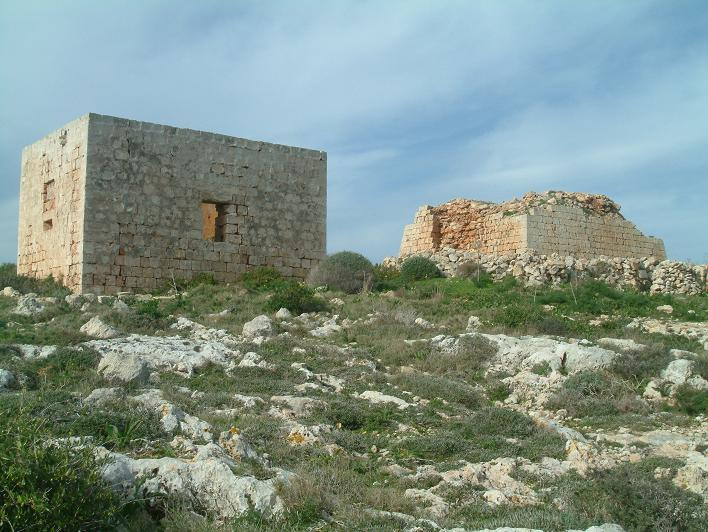
Torre Għajn Ħadid

La Torre Għajn Ħadid és una fortificació de l'illa de Malta, construïda el 1658 pels membres de l'Orde de Sant Joan de Jerusalem sota les ordres del Gran Mestre Martín de Redín. Es tracta d'una torre de vigilància, situada sobre uns penya-segats del mateix nom de la torre a la costa anomenada L-Aħrax tal-Mellieħa al nord de l'illa.
Es tracta d'una de les tretze Torres de Redín, que permetia la comunicació entre l'illa de Gozo i La Valletta. Aquesta torre va ser molt malmesa per un terratrèmol el 1856, va perdre els pisos superiors i ara només en queda el basament; curiosament l'edifici que hi ha al costat no va patir tants desperfectes. Fins aquesta data hi va haver un canó de 6 lliures.